# رودني أتكينسون
رودني أتكينسون (بالإنجليزية: Rodney Atkinson)‏ هو اقتصادي بريطاني، ولد في 1948.